# Natação no Campeonato Mundial de Esportes Aquáticos de 2009 - 200 m costas feminino
A prova dos 200 metros costas feminino da natação no Campeonato Mundial de Esportes Aquáticos de 2009 ocorreu nos dias 31 e 1 de agosto no Stadio del Nuoto em Roma.

## Recordes
Antes desta competição, os recordes mundiais e do campeonato nesta prova eram os seguintes:
| Tipo                  | Atleta           | Tempo   | Local     | Data                 | Ref |
| --------------------- | ---------------- | ------- | --------- | -------------------- | --- |
|                       | Kirsty Coventry  | 2:05,24 | Pequim    | 16 de agosto de 2008 | ver |
| Recorde do campeonato | Margaret Hoelzer | 2:07,16 | Melbourne | 31 de março de 2007  | ver |

## Medalhistas
| Ouro                  | Prata                 | Bronze                 |
| Kirsty Coventry (ZIM) | Anastasia Zueva (RUS) | Elizabeth Beisel (USA) |

## Resultados

### Eliminatórias
Estes são os resultados das eliminatórias:
| Pos. | Atleta                      | Tempo   | Bateria | Raia | Notas                 |
| ---- | --------------------------- | ------- | ------- | ---- | --------------------- |
| 1    | ZIM Kirsty Coventry         | 2:06.72 | 6       | 4    | Recorde do campeonato |
| 2    | GBR Gemma Spofforth         | 2:07.69 | 7       | 5    |                       |
| 3    | USA Elizabeth Beisel        | 2:07.98 | 7       | 4    |                       |
| 4    | AUS Belinda Hocking         | 2:08.07 | 6       | 3    |                       |
| 5    | RUS Anastasia Zueva         | 2:08.11 | 5       | 5    |                       |
| 6    | FRA Alexianne Castel        | 2:08.96 | 5       | 4    |                       |
| 7    | USA Elizabeth Pelton        | 2:09.12 | 7       | 6    |                       |
| 8    | POL Alicja Tchorz           | 2:09.74 | 7       | 7    |                       |
| 9    | CAN Lauren Lavigna          | 2:10.03 | 7       | 8    |                       |
| 10   | JPN Tomoyo Fukuda           | 2:10.15 | 5       | 6    |                       |
| 11   | DEN Pernille Jessing Larsen | 2:10.27 | 5       | 2    |                       |
| 12   | GBR Elizabeth Simmonds      | 2:10.31 | 5       | 3    |                       |
| 13   | UKR Daryna Zevina           | 2:10.41 | 6       | 0    |                       |
| 14   | JPN Aya Terakawa            | 2:10.90 | 6       | 6    |                       |
| 15   | CZE Simona Baumrtova        | 2:11.08 | 5       | 7    |                       |
| 16   | AUS Sophie Edington         | 2:11.53 | 6       | 7    |                       |
| 17   | HUN Zsuzsanna Jakabos       | 2:11.75 | 6       | 9    |                       |
| 18   | CHN Anqi Bai                | 2:12.26 | 6       | 2    |                       |
| 19   | UKR Kseniya Grygorenko      | 2:12.40 | 5       | 9    |                       |
| 20   | MEX Maria Gonzalez          | 2:12.68 | 5       | 8    |                       |
| 21   | CAN Barbara Jardin          | 2:13.02 | 7       | 1    |                       |
| 22   | IRL Melanie Nocher          | 2:13.04 | 4       | 3    |                       |
| 23   | POL Klaudia Nazieblo        | 2:13.42 | 5       | 1    |                       |
| 24   | ITA Valentina Lucconi       | 2:14.21 | 6       | 8    |                       |
| 25   | EGY Dina Hegazy             | 2:14.76 | 6       | 1    |                       |
| 26   | FRA Cloe Credeville         | 2:15.36 | 7       | 2    |                       |
| 27   | MEX Lourdes Villasenor      | 2:15.52 | 4       | 2    |                       |
| 28   | ISR Anna Volchkov           | 2:15.61 | 3       | 4    |                       |
| 29   | CHN Jing Zhao               | 2:15.67 | 6       | 5    |                       |
| 30   | HKG Yin Yan Claudia Lau     | 2:15.68 | 4       | 9    |                       |

| Ver o restante da classificação | Ver o restante da classificação | Ver o restante da classificação | Ver o restante da classificação | Ver o restante da classificação | Ver o restante da classificação | Ver o restante da classificação |
| Pos.                            | Atleta                          | Tempo                           | Bateria                         | Raia                            | Notas                           |                                 |
| ------------------------------- | ------------------------------- | ------------------------------- | ------------------------------- | ------------------------------- | ------------------------------- | ------------------------------- |
| 31                              | CZE Lenka Jarosova              | 2:15.79                         | 4                               | 4                               |                                 |                                 |
| 32                              | RSA Jessica Pengelly            | 2:16.06                         | 5                               | 0                               |                                 |                                 |
| 33                              | KOR Yeong Seo Kang              | 2:16.59                         | 4                               | 5                               |                                 |                                 |
| 34                              | SUI Martina Van Berkel          | 2:17.05                         | 7                               | 9                               |                                 |                                 |
| 35                              | BER Kiera Aitken                | 2:17.49                         | 4                               | 0                               |                                 |                                 |
| 36                              | BUL Ekaterina Avramova          | 2:17.61                         | 4                               | 1                               |                                 |                                 |
| 37                              | EST Anna-Liisa Pold             | 2:17.82                         | 4                               | 7                               |                                 |                                 |
| 38                              | ECU Nicole Marmol               | 2:18.03                         | 3                               | 6                               |                                 |                                 |
| 39                              | BUL Nina Rangelova              | 2:18.47                         | 1                               | 0                               |                                 |                                 |
| 40                              | KAZ Anastasiya Prilepa          | 2:18.51                         | 3                               | 8                               |                                 |                                 |
| 41                              | KAZ Yekaterina Rudenko          | 2:19.04                         | 3                               | 3                               |                                 |                                 |
| 41                              | LUX Dana Gales                  | 2:19.04                         | 3                               | 0                               |                                 |                                 |
| 43                              | TPE Ting Chen                   | 2:19.08                         | 4                               | 8                               |                                 |                                 |
| 44                              | VEN Elimar Barrios              | 2:19.40                         | 2                               | 5                               |                                 |                                 |
| 45                              | COL Erika Layne Stewardt        | 2:19.48                         | 3                               | 9                               |                                 |                                 |
| 46                              | EST Katlin Sepp                 | 2:19.65                         | 3                               | 1                               |                                 |                                 |
| 47                              | LUX Sarah Rolko                 | 2:19.71                         | 4                               | 6                               |                                 |                                 |
| 48                              | AND Ramirez Monica              | 2:20.39                         | 2                               | 7                               |                                 |                                 |
| 49                              | ECU Diana Chang                 | 2:20.41                         | 2                               | 2                               |                                 |                                 |
| 50                              | COL Juanita Barreto Barreto     | 2:20.70                         | 3                               | 2                               |                                 |                                 |
| 51                              | BLR Aleksandra Kovaleva         | 2:21.67                         | 3                               | 5                               |                                 |                                 |
| 52                              | PAR Maria Virginia Baez Franco  | 2:22.45                         | 2                               | 3                               |                                 |                                 |
| 53                              | SIN Shana Jia Yi Lim            | 2:22.65                         | 3                               | 7                               |                                 |                                 |
| 54                              | ZIM Kirsten Lapham              | 2:23.60                         | 2                               | 6                               |                                 |                                 |
| 55                              | BER Rebecca Sharpe              | 2:28.90                         | 2                               | 4                               |                                 |                                 |
| 56                              | HON Karen Vilorio               | 2:29.28                         | 1                               | 5                               |                                 |                                 |
| 57                              | BOL Mariana Zaballa             | 2:29.80                         | 2                               | 9                               |                                 |                                 |
| 58                              | MAC Man Wai Fong                | 2:32.06                         | 2                               | 8                               |                                 |                                 |
| 59                              | GRN Sophia Noel                 | 2:33.66                         | 1                               | 6                               |                                 |                                 |
| 60                              | GRN Ayesha Noel                 | 2:35.49                         | 1                               | 3                               |                                 |                                 |
| 61                              | MLT Nicol Cremona               | 2:35.69                         | 2                               | 1                               |                                 |                                 |
| 62                              | MAC Lok In Che                  | 2:36.66                         | 2                               | 0                               |                                 |                                 |
| 63                              | FRO Birita Debes                | 2:36.89                         | 1                               | 2                               |                                 |                                 |
| 64                              | ZAM Danielle Bernadine Findlay  | 2:42.73                         | 1                               | 1                               |                                 |                                 |
| 65                              | ANG Ruth Carvalho               | 2:44.91                         | 1                               | 7                               |                                 |                                 |
|                                 | PAK Mahnoor Maqsood             | 3:01.14                         | 1                               | 8                               |                                 |                                 |
|                                 | CRO Sanja Jovanovic             | DNS                             | 7                               | 0                               |                                 |                                 |
|                                 | ITA Alessia Filippi             | DNS                             | 7                               | 3                               |                                 |                                 |
|                                 | ASA Rachael Glenister           | DSQ                             | 1                               | 4                               |                                 |                                 |

### Semifinal
Estes são os resultados das semifinais:
| Pos. | Atleta                      | Bateria | Raia | Tempo   | Notas                 |
| ---- | --------------------------- | ------- | ---- | ------- | --------------------- |
| 1    | ZIM Kirsty Coventry         | 2       | 4    | 2:05.86 | Recorde do campeonato |
| 2    | RUS Anastasia Zueva         | 2       | 3    | 2:07.00 |                       |
| 3    | GBR Elizabeth Simmonds      | 1       | 7    | 2:07.21 |                       |
| 4    | USA Elizabeth Beisel        | 2       | 5    | 2:07.48 |                       |
| 5    | GBR Gemma Spofforth         | 1       | 4    | 2:07.64 |                       |
| 6    | JPN Aya Terakawa            | 1       | 1    | 2:08.49 |                       |
| 7    | FRA Alexianne Castel        | 1       | 3    | 2:08.77 |                       |
| 8    | USA Elizabeth Pelton        | 2       | 6    | 2:09.57 |                       |
| 9    | AUS Belinda Hocking         | 1       | 5    | 2:09.77 |                       |
| 10   | JPN Tomoyo Fukuda           | 1       | 2    | 2:10.09 |                       |
| 11   | DEN Pernille Jessing Larsen | 2       | 7    | 2:10.35 |                       |
| 12   | CAN Lauren Lavigna          | 2       | 2    | 2:10.54 |                       |
| 13   | AUS Sophie Edington         | 1       | 8    | 2:10.57 |                       |
| 14   | UKR Daryna Zevina           | 2       | 1    | 2:10.58 |                       |
| 15   | CZE Simona Baumrtova        | 2       | 8    | 2:10.79 |                       |
| 16   | POL Alicja Tchorz           | 1       | 6    | 2:11.06 |                       |

### Final
Estes são os resultados da final:
| Pos.              | Atleta                 | Raia | Tempo   | Notas           |
| ----------------- | ---------------------- | ---- | ------- | --------------- |
| Medalha de ouro   | ZIM Kirsty Coventry    | 4    | 2:04.81 | Recorde mundial |
| Medalha de prata  | RUS Anastasia Zueva    | 5    | 2:04.94 |                 |
| Medalha de bronze | USA Elizabeth Beisel   | 6    | 2:06.39 |                 |
| 4                 | GBR Gemma Spofforth    | 2    | 2:06.66 |                 |
| 5                 | GBR Elizabeth Simmonds | 3    | 2:07.98 |                 |
| 6                 | USA Elizabeth Pelton   | 8    | 2:08.04 |                 |
| 7                 | FRA Alexianne Castel   | 1    | 2:08.13 |                 |
| 8                 | JPN Aya Terakawa       | 7    | 2:08.89 |                 |

## Novos recordes
| Tipo                  | Atleta          | Tempo   | Local | Data                | Ref |
| --------------------- | --------------- | ------- | ----- | ------------------- | --- |
|                       | Kirsty Coventry | 2:04.81 | Roma  | 1 de agosto de 2009 | ver |
| Recorde do campeonato | Kirsty Coventry | 2:04.81 | Roma  | 1 de agosto de 2009 | ver |

Legenda
| Recorde mundial       | Recorde mundial (World record)               |                       | Recorde africano                      | Recorde africano (African) |                                           | Q | Classificado por posição (Qualified) |
| Recorde do campeonato | Recorde do campeonato (Championship record)  | Recorde da América    | Recorde da América (Americas)         | q                          | Classificado por melhor tempo (Qualified) |   |                                      |
| Melhor marca do ano   | Melhor marca do ano (World leading)          | Recorde asiático      | Recorde asiático (Asian)              | DNS                        | Não largou (Did not start)                |   |                                      |
| Recorde nacional      | Recorde nacional (National record)           | Recorde europeu       | Recorde europeu (European)            | DNF                        | Não terminou (Did not finish)             |   |                                      |
| Recorde pessoal       | Recorde pessoal do atleta (Personal best)    | Recorde da Oceania    | Recorde da Oceania (Oceania)          | DSQ / DQ                   | Desclassificado (Disqualified)            |   |                                      |
| Recorde da temporada  | Recorde da temporada do atleta (Season best) | Recorde sul-americano | Recorde sul-americano (South America) | NM                         | Sem marca (No mark)                       |   |                                      |